# Nikolaï Koudrine
Nikolaï Mikhaïlovitch Koudrine (Николай Михайлович Кудрин), né le 19 décembre 1926 au village de Vassino, près de Togoutchine dans l'oblast de Novossibirsk et mort le 28 août 1997, est un chanteur-compositeur soviétique russe.

## Biographie
Il commence à jouer de l'accordéon dans son enfance. Il travaille très jeune comme électricien d'atelier au début de la Grande Guerre patriotique et étudie comme électricien de cinéma au cinéma Pionnier, puis il prend des cours de baïane à la maison de la culture populaire. Ensuite, il s'engage au front. Après la guerre, il chante dans le chœur populaire de Sibérie.
À partir de 1951, Koudrine travaille comme accompagnateur dans le groupe vocal de la philharmonie de Novossibirsk. C'est alors qu'il commence à composer ses chansons.

## Chansons
Parmi ses chansons les plus fameuses, l'on peut citer «Перепёлка» (La Caille), «Деревенька» (le Petit Village) «Хлеб всему голова» (le Pain est le plus important). Sa chanson «Русские сапожки» (les Bottes russes) accompagne l'ouverture et la fermeture de l'exposition soviétique industrialo-commerciale « Expo-70» au Japon. L'une de ses dernières œuvres est l'opéra «Гуси-лебеди» (Les Oies sauvages), qu'il compose pour le théâtre régional de marionnettes de Novossibirsk. Ses chansons figurent au répertoire du chœur populaire académique de Moscou Piatnitski ou du chœur populaire académique russe de Sibérie.

## Distinctions
Koudrine a reçu l'Ordre de l'Amitié des peuples et a été fait travailleur honoré de la culture de RSFSR et citoyen du XXe siècle de l'oblast de Novossibirsk.

## Hommages
Une rue de Novossibirsk a été baptisée de son nom dans l'arrondissement de Kalinine. Le bâtiment administratif du parc central de Novossibirsk porte une plaque en son honneur. Ce même parc organise un festival de ses chansons tous les ans.